# Johann Andreas Cramer
Johann Andreas Cramer, född den 27 januari 1723, död den 12 juni 1788, var en tysk teolog.
Cramer kallades 1754 av Andreas Peter Bernstorff till tysk hovpredikant i Köpenhamn. Han blev teologie professor där 1765, men avskedades av Johann Friedrich Struensee, och återvände då till Tyskland där han blev superintendent i Lübeck.
År 1774 utnämndes han till teologie professor vid universitetet i Kiel, där han sedermera blev universitetskansler. Cramer var en utpräglad rationalist och en produktiv författare. Han grundade 1785 veckotidskriften Der nordische Aufseher.
Cramer diktade mer än 400 andliga sånger och psalmer. Ännu idag sjungs i Tyskland den omarbetade aftonsången Das sollt ihr, Jesu Jünger, nie vergessen i den tyska psalmboken Evangelisches Gesangbuch (EG 221).

## Psalmer
- Förrän mänskostämmor hördes i 1819 års psalmbok som nr 34 under rubriken Änglavård, i Svenska Missionsförbundets sångbok 1920 som nr 358 samt i 1937 års psalmbok som nr 141 under rubriken Den helige Mikaels dag. Översatt av Johan Olof Wallin.
- Dig prisa vi, o Herre i 1819 års psalmbok som nr 446 under rubriken Före och efter måltid. Översatt av Johan Olof Wallin.